# Michaela Polleres
Michaele Polleres, née le 15 juillet 1997, est une judokate autrichienne concourant dans la catégorie des moins de 70 kg.
Après une troisième place aux Championnats du monde 2021, elle remporte la médaille d'argent des Jeux olympiques d'été de 2020 battue en finale par la Japonaise Chizuru Arai.

## Carrière
Représentant l'Autriche aux Jeux olympiques de la jeunesse de 2014 à Nankin, elle est médaillée de bronze chez les moins de 63 kg filles.
Lors des Championnats du monde 2021, elle remporte la première médaille autrichienne dans cette compétition depuis onze ans en montant sur la troisième marche du podium. Quelques semaines plus tard, aux Jeux olympiques, elle est battue en finale par la Japonaise Chizuru Arai par waza-ari.
En juillet 2024, elle est nommée porte-drapeau de la délégation autrichienne aux Jeux olympiques de 2024 en compagnie du kayakiste Felix Oschmautz. A cette compétition, elle remporte la médaille de bronze ,.

## Palmarès

### Jeux olympiques
- médaille d'argent en moins de 70 kg aux Jeux olympiques de 2020
- médaille de bronze en moins de 70 kg aux Jeux olympiques de 2024

### Championnats du monde
- médaille de bronze en moins de 70 kg aux Championnats du monde 2021
- médaille de bronze en moins de 70 kg aux Championnats du monde 2023

### Championnats d'Europe
- médaille de bronze en moins de 70 kg aux Championnats d'Europe 2021

### Jeux européens
- médaille de bronze par équipes aux Jeux européens de 2019